# Сунцзян (район)
Сунцзя́н (кит. упр. 松江, пиньинь Sōngjiāng) — район городского подчинения города центрального подчинения Шанхай (КНР). Расположен на западе подчинённой городу территории.

## История
При империи Тан в этих местах был создан уезд Хуатин (华亭县). В начальный период империи Юань здесь стали селиться мусульмане, образовав значительную общину. В 1277 году была образована Сунцзянская управа (松江府), в состав которой входил в том числе и уезд Хуатин. В 1912 году постановлением временного революционного правительства провинции Цзянсу управы и области были упразднены, а уезды стали подчиняться напрямую властям провинции. В 1914 году уезд Хуатин был переименован в Сунцзян.
После того, как во время гражданской войны войска китайских коммунистов форсировали Янцзы и заняли территории к югу от неё, в мае 1949 года был образован Специальный район Сунцзян (松江专区), в состав которого вошёл и уезд Сунцзян. 1 января 1958 года уезд был передан в состав Специального района Сучжоу (苏州专区), а с 21 ноября того же года перешёл под юрисдикцию Шанхая. В 1998 году уезд Сунцзян был преобразован в район городского подчинения.

## Административно-территориальное деление
Район Сунцзян делится на 4 уличных комитета и 11 посёлков.

## Экономика
Основу экономики Сунцзяна составляет лёгкая промышленность. Значительные территории заняты под сельское хозяйство (рис и овощи). Имеются «умные фермы» с беспилотной сельхозтехникой.  

## Образование
В Сунцзяне 7 крупных университетов со студенческими кампусами, предоставляющих место для учёбы и преподавания примерно для 100 000 человек. Студенческий городок в Новом Сунцзяне имеет свои улицы, магазины, театры и спортивные комплексы.

## Культура
В 2000 году в Сунцзяне была отстроена Шанхайская киностудия, постройки которой открыты для входа и представляют собой в основном старый Шанхай 1930 годов в миниатюре. Здесь работают 4 киностудии и 2 телевизионных студии.
В 2001 году в Сунцзяне, при верховьях реки Хуанпу, открылся Парк сельского хозяйства и отдыха Сунцзян-Уше площадью 11,19 кв. км. Здесь выращивается виноград, помидоры, другие овощи, цветы, выставляются собаки и черепахи. Оборудованы площадки для отдыха и деловых встреч.
В районе действует Сунцзянский музей.

## Достопримечательности

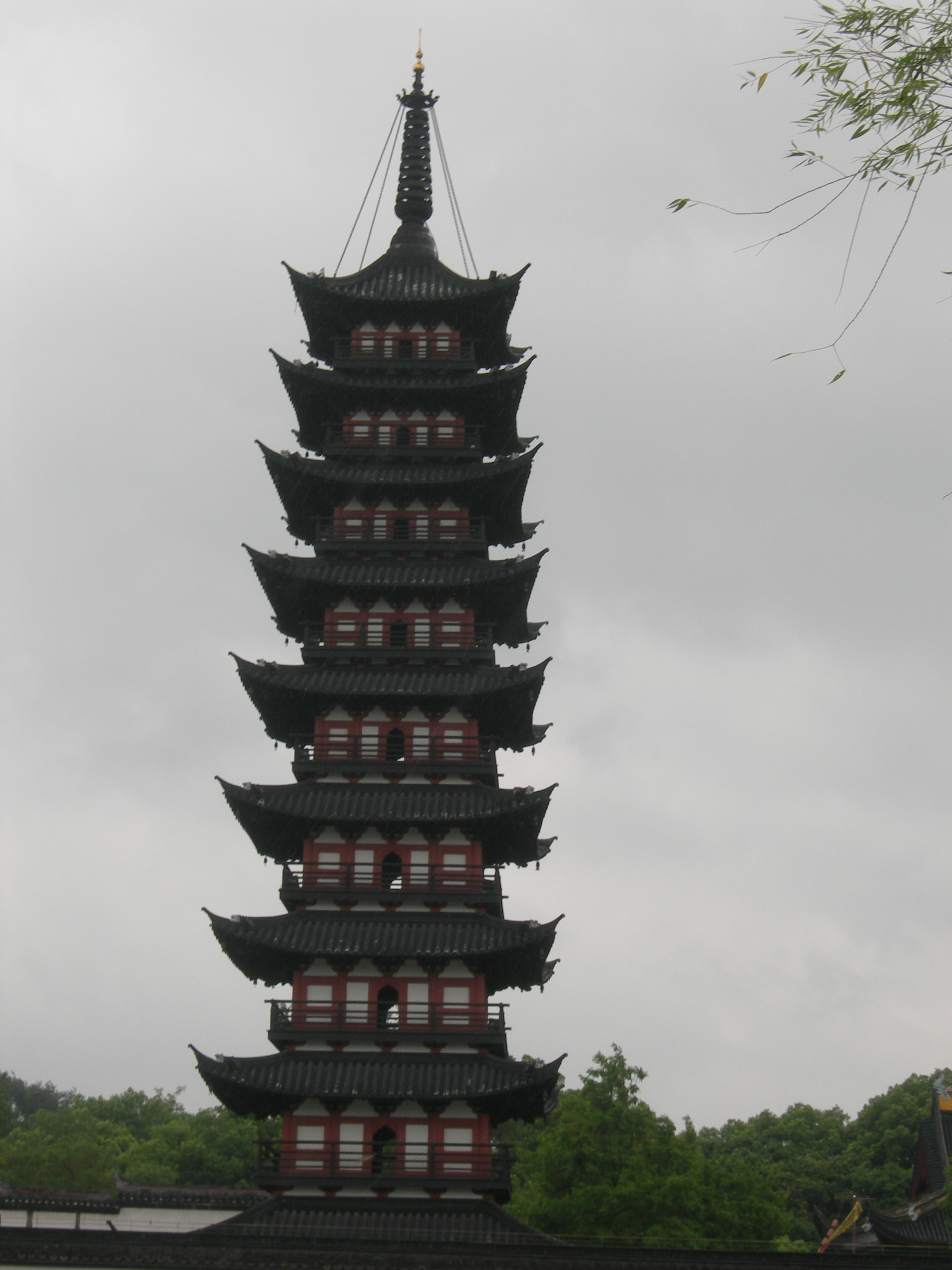
Квадратная пагода (Фанта)

- Стела Торони-сутры (859 г.) во дворе начальной школы напротив отеля «Сунцзян», 9,3 метра высотой, самый старинный памятник буддизма в Шанхае.
- Пять буддийских пагод, наиболее известны Квадратная пагода (9 этажей, 42,5 метра высотой, в парке с рядом построек той же эпохи) и Пагода Силинь (46,5 метров высотой), воздвигнутые в эпоху Сун, а также Пагода Хучжу, Пагода Ли и Пагода Хуэйдаочжэ.
- Старая улица (заканчивается Пагодой Силинь и храмом также эпохи Сун)
- Сунцзянская мечеть
- Пруд пьяного Бо (Цзуй Бай) — пруд XVIII века, созданный художником Дун Циюанем в память Ли Бо
- Сунцзянский вокзал (1909 года постройки, пример смешения западной архитектуры и китайского влияния, часто использовался для сцен в фильмах 1930—1940 годов)
- Базилика Девы Марии — собор на холме Шэшань над городом, католическая святыня Китая.

Квартал Сицзин, в прошлом город с тысячелетней историей, заслужил репутацию престижного района старого Шанхая. Здесь селились богачи и учёные старого Шанхая, и многине здания сохранились со времён Сун и Цин. В Шанхае этот квартал славится уличными закусками и видом закатного Шанхая, который открывается от пагоды Аньфан.
Темз-таун, законченный в 2004 году — квартал в викторианском стиле с готической церковью, занимающий 1 кв. км.